# Julio Penino

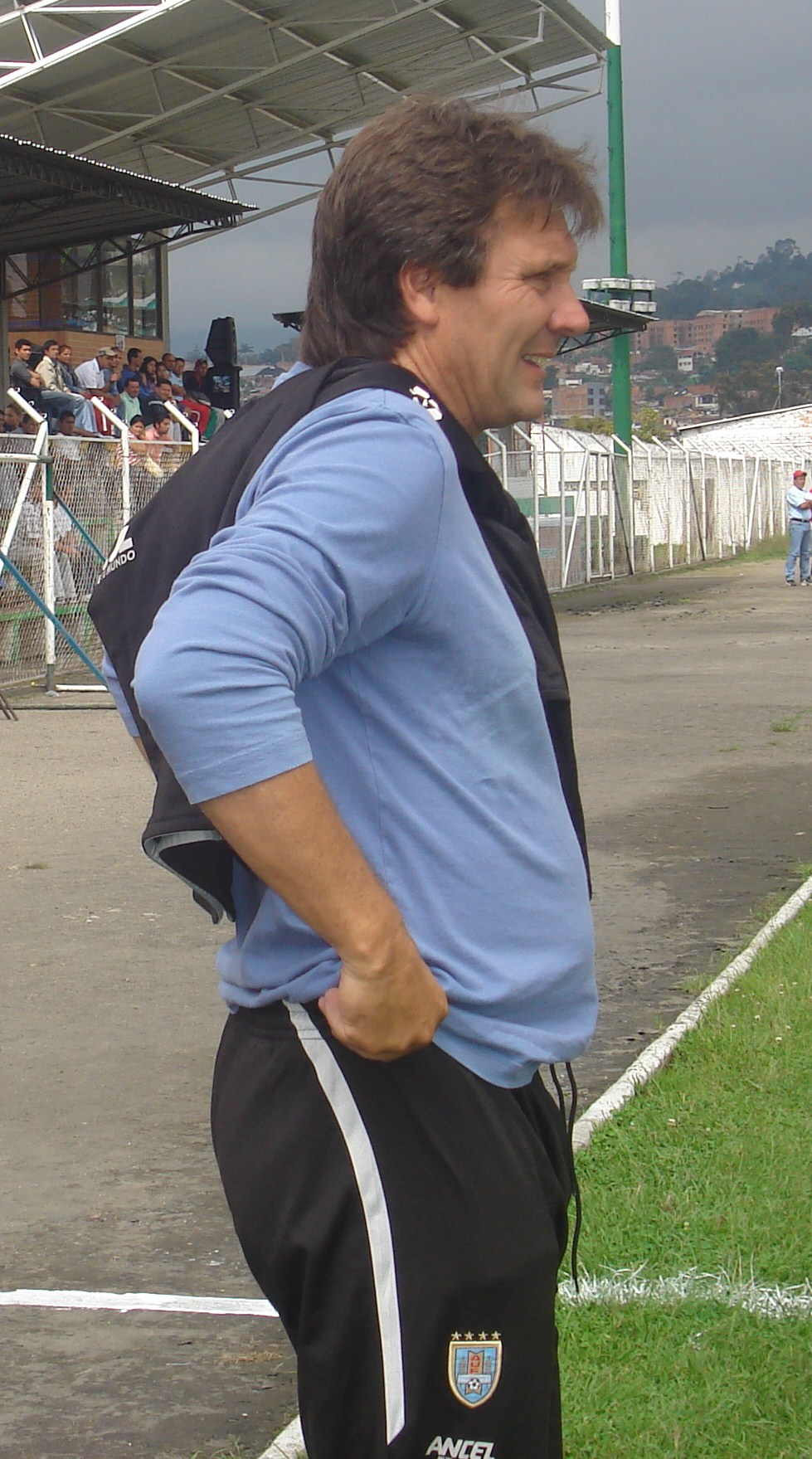
Julio Penino

Julio César Penino Vieytes Entrenador y jugador uruguayo, nacido en Montevideo el 10 de abril de 1959. Se inició como futbolista en el Club Huracán Buceo donde debutó como profesional año 1975, volante creativo de gran manejo de balón y visión de juego, fue transferido al Centro Atlético Fénix, donde participó en los campeonatos de 1976 y 77. 1978 viaja a Centroamérica donde contribuyó a la buena campaña del C.S.D. Cartaginés de Costa Rica, 1979 se incorpora al Club Once Lobos de El Salvador, destacándose por su excelente juego, hecho que llevó al Soccer Club New York Apollo de la Liga de los Estados Unidos a interesarse por sus servicios, recordemos que este campeonato se nutrió de jugadores de la talla de: Johan Cruyff, Franz Beckenbauer, Giorgio Chinaglia y Carlos Alberto, entre otros. Unión San Felipe de Chile fue su próximo equipo (1981) donde supo ganarse a la afición sanfelipeña. En la temporada 82-83 en Miramar Misiones de Uruguay pudo hacerse a este profesional ya consagrado, en 1984 Julio Penino decide retirarse en la plenitud de su carrera, con tan solo 25 años.
Capacitándose como Director Técnico en Uruguay y Francia, regresa al fútbol como entrenador, trabajando para Clubes tan importantes como: Bella Vista, Atlético Progreso, Basañez F.C., Centro Atlético Fénix, Montevideo Wanderers, Basañez y Fernando de la Mora equipo que ascendió a la Primera División del Fútbol Paraguayo (2005) por primera vez en su historia, Club fundado en 1925.
Formador de jóvenes talentos y creador de proyectos, se incorporó a selecciones uruguayas juveniles desde el año 1996, logrando el Subcampeonato Mundial de Malasia en 1997 como parte del cuerpo técnico. Desde ese momento ha participado, en diferentes torneos en Paraguay, Colombia y Argentina, con Selecciones uruguayas juveniles, sub-20 y sub-23, ganando varios trofeos y gran reconocimiento.
- Datos: Q5955620
- Multimedia: Julio Penino / Q5955620